# Basilica di San Marco Evangelista al Campidoglio

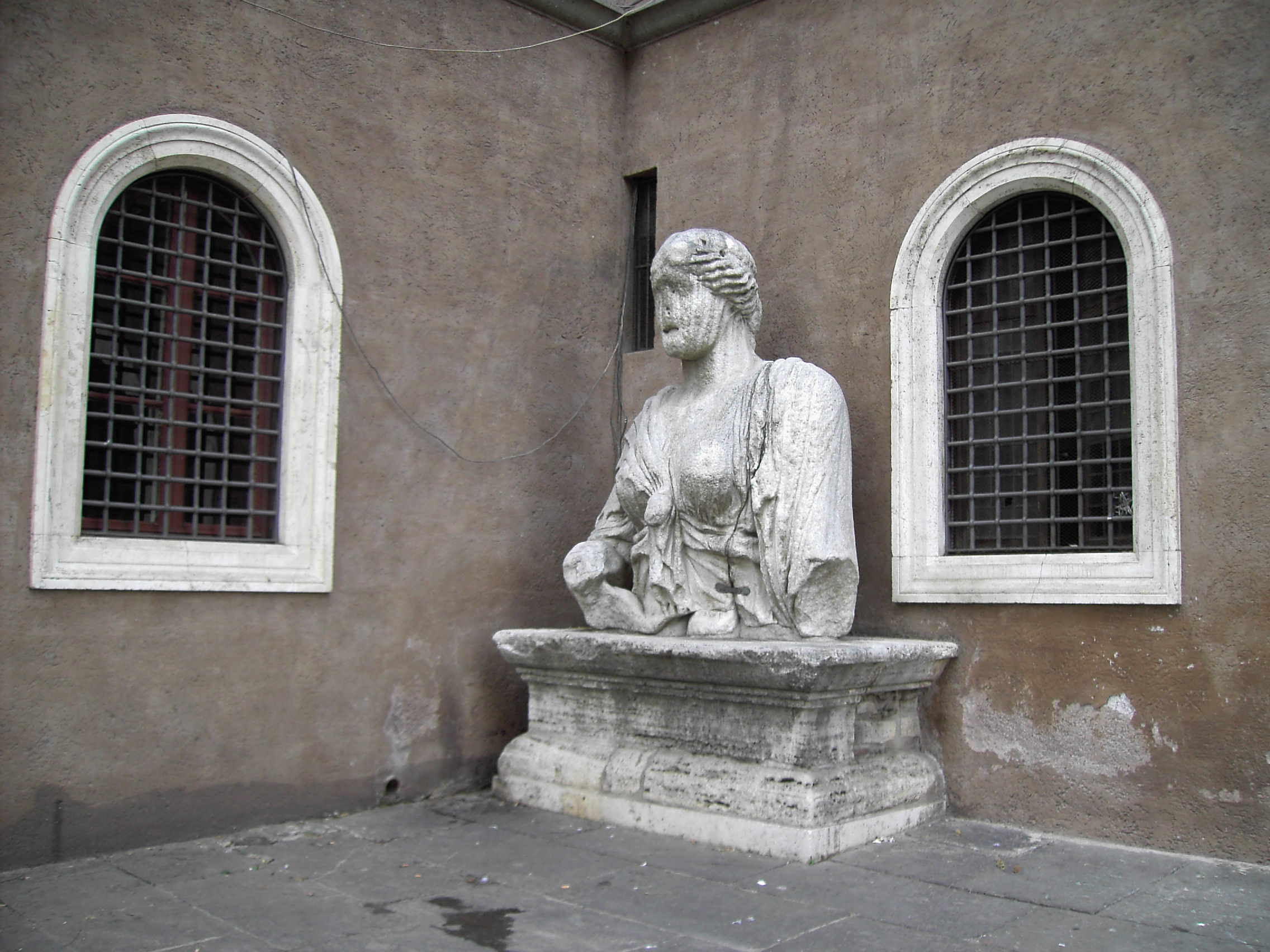
Madama Lucrezia è una delle statue parlanti di Roma, ed è collocata a sinistra dell'ingresso alla basilica. In origine era forse una statua della dea Iside, il cui tempio era edificato non lontano da piazza Venezia.

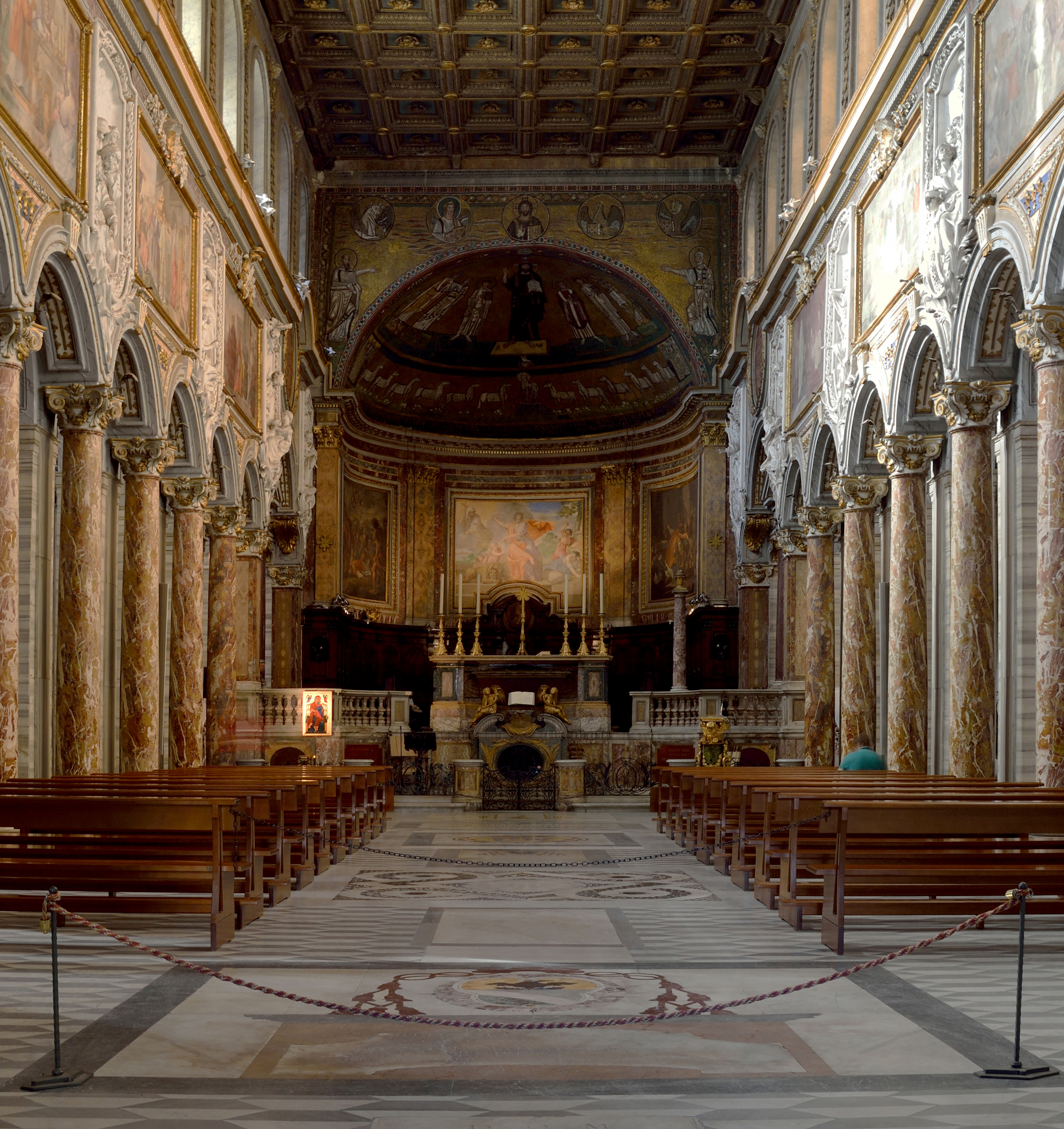
Interno.

San Marco Evangelista al Campidoglio (nota anche, più semplicemente, come San Marco) è una basilica di Roma, sita a piazza san Marco, di fianco a Palazzo Venezia.

## Storia
Dedicata a san Marco evangelista, che secondo la tradizione avrebbe vissuto nei pressi durante la sua visita a Roma, probabilmente tra il 60 e il 64 o, secondo la testimonianza di Papia di Ierapoli, ancor prima intorno al '41, trovandosi a Roma con Pietro, fu costruita nel 336 da papa Marco sul luogo di un preesistente oratorio. Negli atti del sinodo di papa Simmaco del 499, la chiesa è ricordata come Titulus Marci. La chiesa fu restaurata nel 792 da papa Adriano I (appartenente alla famiglia de via lata che risiedeva nei pressi e di cui ne era stato nominato titolare), ma meno di cinquant'anni dopo, nell'833, papa Gregorio IV decise di ricostruirla. Nell'alto medioevo prese il nome sia dalla via Lata che dal vicus adiacente di S. Marco ad Pallacinas.
La basilica mostra la decorazione barocca dovuta ai restauri del XVII e XVIII secolo.
La chiesa mantenne il proprio aspetto, a meno dell'aggiunta del campanile nel 1154 e della loggia delle benedizioni in facciata, realizzata in stile rinascimentale per volere di papa Paolo II, nel 1465-1470; in questa occasione, il papa veneziano concesse la chiesa ai veneziani residenti a Roma. L'aspetto attuale della chiesa è legato al restauro iniziato nel 1654-1657 e completato poi per volere del cardinale Angelo Maria Querini nel 1735-1750, in cui venne data l'impronta barocca che la basilica conserva tuttora.

## Arte

### Esterno
La facciata della chiesa costituita da una loggia per le benedizioni simile a quelle che avevano anche San Pietro e San Paolo, fu costruita nel 1466: è tradizionalmente attribuita a Leon Battista Alberti, anche se la storiografia recente generalmente accetta l'attribuzione al suo seguace Francesco del Borgo. La loggia venne costruita e decorata con marmi sottratti al Colosseo e al Teatro di Marcello e a queste costruzioni si conforma.

### Interno
L'interno, sebbene ora appaia di chiara impostazione barocca, mantiene alcuni notevoli elementi di epoche differenti, a testimonianza della millenaria storia della basilica:
- il mosaico di epoca bizantina dell'abside è quello originario ed è ricchissimo di simbologie:  raffigura papa Gregorio IV, con l'aureola quadrata dei viventi, che, con il supporto di San Marco,  offre un modello della basilica a Gesù, raffigurato come Cristo pantocratore con la mano benedicente alla maniera greca; il Cristo è vestito di porpora e oro ed è coronato dall'alto, ha in mano il vangelo aperto sulle parole latine "Io sono la luce, la vita e la resurrezione" e poggia su un piedistallo con l'alfa e l'omega, simboli dell'inizio e della fine dei tempi. Ai suoi piedi una colomba, simbolo dello Spirito santo. La scena si svolge alla presenza di san Marco evangelista, il santo papa Marco, Sant'Agnese, i diaconi Sant'Agapito e San Felicissimo (compagni di San Lorenzo), posti su piedistalli con i loro nomi;
- gli affreschi con San Marco Papa e San Marco Evangelista sono del pictor papalis Melozzo da Forlì;
- in basso un gregge di agnelli esce dalle porte di Gerusalemme e Betlemme e si avvia verso l'agnello mistico, posto al centro, su una collina da cui scaturiscono i quattro fiumi dell'Eden; una scritta in latino in basso celebra l'opera di Gregorio IV e gli augura la ricompensa nei cieli. "Vasta toli firmo sistunt fundamine fulcra – Quae solo moniaco fulgent sub sydere ritu – Haec tibi proque tuo perfecit praesul honore Gregorius Marce eximius cui nomine quartus – Tu quoque posce Deum vivevndi tempora longa donet – Et ad coeli post funus sidera ducat"
- nell'arco dell'abside ai lati sono raffigurati San Pietro e San Paolo e al centro Cristo dentro un clipeo, tra i simboli clipeati dei quattro evangelisti;
- il soffitto ligneo, recante incisi stemmi di papa Paolo II, è l'unico soffitto ligneo del XV secolo preservato a Roma, assieme a quello di Santa Maria Maggiore;
- Pier Francesco Mola tra il 1651 e il 1656 partecipa alla decorazione della chiesa di San Marco con il quadro del 1655 raffigurante San Michele che scaccia Lucifero e l'affresco con Il martirio dei santi Abdon e Sennen;
- gli altorilievi in stucco rappresentanti San Giacomo Maggiore che battezza Ermogene, San Filippo che battezza l'eunuco, la Vocazione di san Matteo, l'Incredulità di San Tommaso, San Giacomo Minore, San Paolo e il mago, realizzati da Carlo Monaldi su disegni di Clemente Orlandi;
- la tomba di Leonardo Pesaro (1796), opera di Antonio Canova;
- nella terza cappella della navata destra si trova l'Adorazione dei Magi di Carlo Maratta.

Sulla cantoria si trova l'organo a canne, costruito nel 1936 dalla ditta Tamburini di Crema, in una imponente cassa barocca che lo divide in tre corpi: guardando dall'altare, l'Espressivo (secondo manuale) a destra, il Grand'Organo (primo manuale) al centro ed il Pedale a sinistra. A trasmissione elettropneumatica, è dotato di 2 manuali di 61 note, pedaliera di 32 e 18 registri reali, per un totale di circa 1300 canne.